# پوکروفکا (شهرستان دیورتیولینسکی، باشقیرستان)
پوکروفکا (انگلیسی: Pokrovka, Dyurtyulinsky District, Republic of Bashkortostan) یک شهرک در شهرستان دیورتیورلینسکی در استان باشقیرستان کشور روسیه است.